# Abri de la Cerrada del Tío Jorge
L'abri de la Cerrada del Tío Jorge (en français, abri de l'Enclos de l'oncle Georges) est un abri sous roche situé dans la commune de Tormón (comarque de Comunidad de Teruel), dans la province de Teruel, en Aragon, en Espagne,.
Il abrite une peinture rupestre appartenant au style de l'art schématique ibère, inscrite au Patrimoine mondial par l'Unesco en 1998 avec de nombreux autres sites rupestres sous le nom d'Art rupestre du bassin méditerranéen de la péninsule Ibérique (référence 874-561).

## Situation
Cet abri appartient au groupe d'abris sous roche du Prado de Tormón, dans le parc culturel d'Albarracín. Il est situé à côté de la Casa Forestal de Tormón (es), à environ 4,5 km du bourg.

## Historique
L'abri a été utilisé autrefois comme bergerie ou étable à bétail, sous forme d'enclos entouré d'un mur de pierre et protégé par un surplomb rocheux. L'unique peinture rupestre de l'abri a été découverte en 1927 par Henri Breuil et Hugo Obermaier. 
Par la suite, la peinture rupestre a été étudiée par :
- Antonio Beltrán Martínez (es) (1968)[5] ;
- Martín Almagro Basch (1970) et Fernando Piñón (1982) ;
- Manuel Bea et Jorge Angás (2015).

## Description

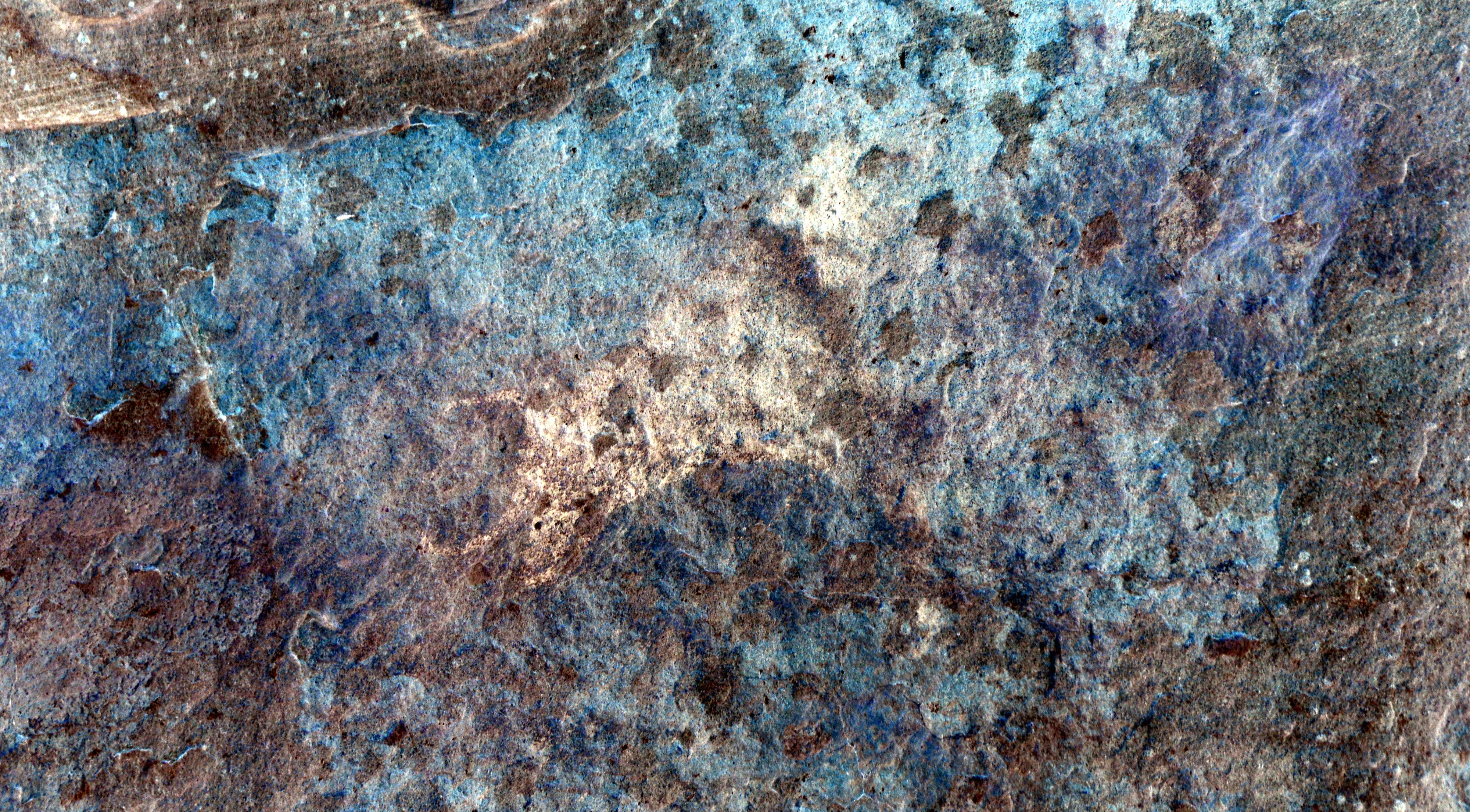
Bovidé de l'abri

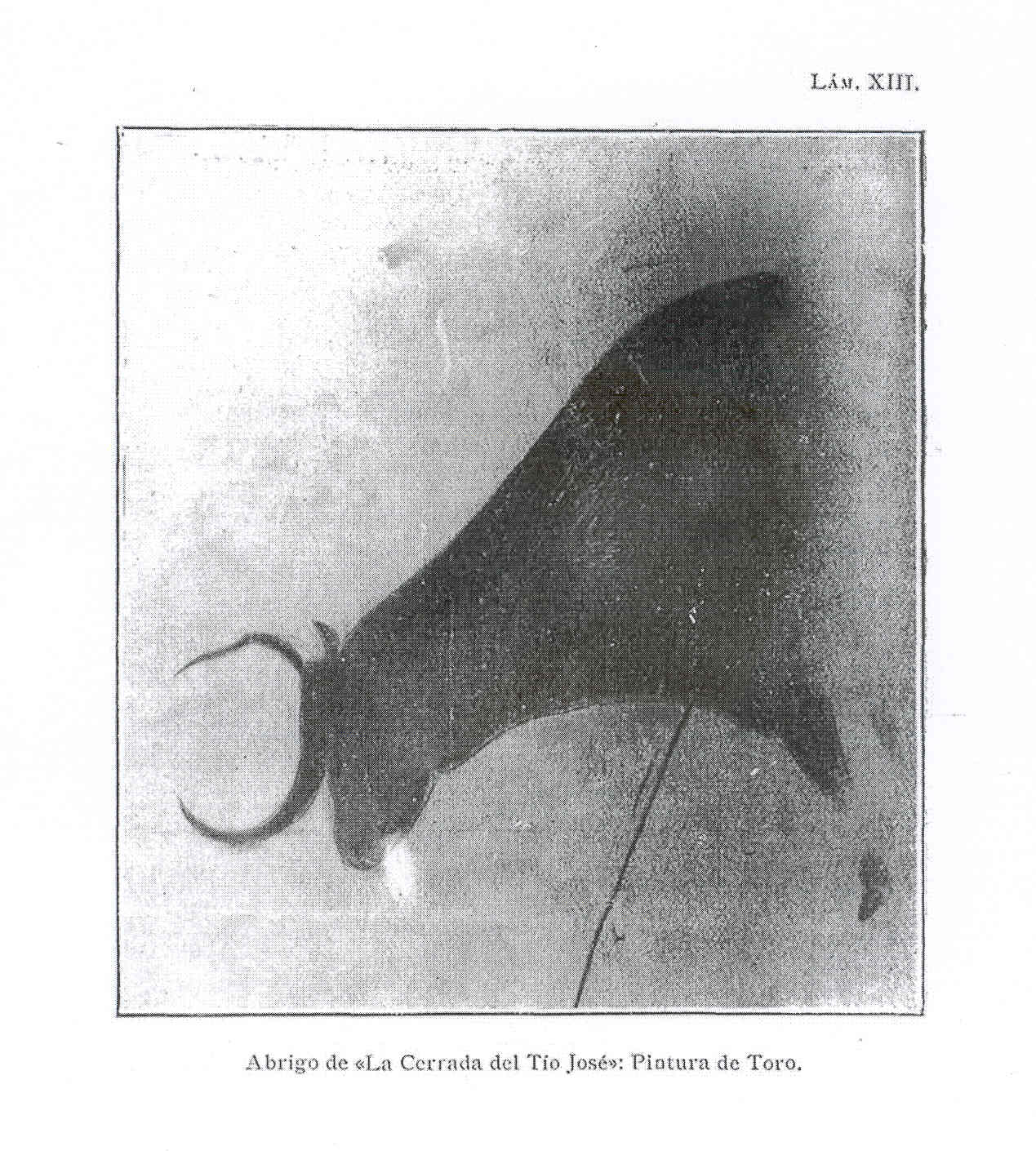
Dessin d'Henri Breuil et Hugo Obermaier

La peinture, datée du Néolithique, se trouve sur une paroi lisse, à environ deux mètres du sol. Elle représente un taureau tourné vers la gauche, la tête baissée, dans une attitude de charge. Seule la partie antérieure du bovin est conservée (tête, cou et début des pattes antérieures), ce qui représente une surface peinte d'environ 20 cm de long. L'animal arbore de fines cornes, de type croissant (semi-circulaires).
La description initiale de 1927 comporte « une ligne fine et droite qui semble représenter une sagaie coincée dans la poitrine » du taureau (Breuil et Obermanier, 1927, p.530-531), élément qui n'apparait pas dans les descriptions ultérieures, pas plus que l'attitude de l'animal. Les dernières études permettent de confirmer les premières observations.
« La réalisation du tracé actualisé nous a permis d'apprécier un plus grand nombre d'éléments du tiers antérieur de l'animal, des détails ou des zones peu visibles, pouvant confirmer l'existence de l'élément linéaire déjà décrit dans la première étude de l'ensemble, et que l'on interprète aussi comme une lance plantée sur la poitrine du taureau. »

Les peintures rupestres de Bezas et Tormón (Teruel), Manuel Bea et Jorge Angás, 2015